# Ki Aldrich
Charles Collins Aldrich, detto Ki (Rogers, 1º giugno 1916 – Temple, 12 marzo 1983), è stato un giocatore di football americano statunitense che ha giocato nei ruoli di centro e linebacker nella National Football League (NFL). Fu la prima scelta assoluta del Draft NFL 1939 da parte dei Chicago Cardinals. Al college giocò a football coi TCU Horned Frogs.

## Carriera professionistica
Aldrich fu scelto dai Chicago Cardinals come primo assoluto nel Draft NFL 1939. Nella sua stagione da rookie fu convocato per l'All-Star Game della NFL. Rimase a Chicago una seconda stagione prima di passare ai Washington Redskins nel 1941. L'anno successivo vinse il campionato NFL e fu nuovamente nominato All-Star. Dopo aver servito tre anni nella Marina durante la seconda guerra mondiale, Aldrich fece ritorno ai Redskins nel 1945. Si ritirò dal football professionistico dopo la stagione 1947.

## Vittorie e premi
- Campione NFL (1942)
- (2) NFL All-Star (1939, 1942)
- College Football Hall of Fame

## Statistiche
| Partite totali | 73 |
| Touchdown      | 2  |
| Intercetti     | 8  |